# De Cirkel (bedrijf)

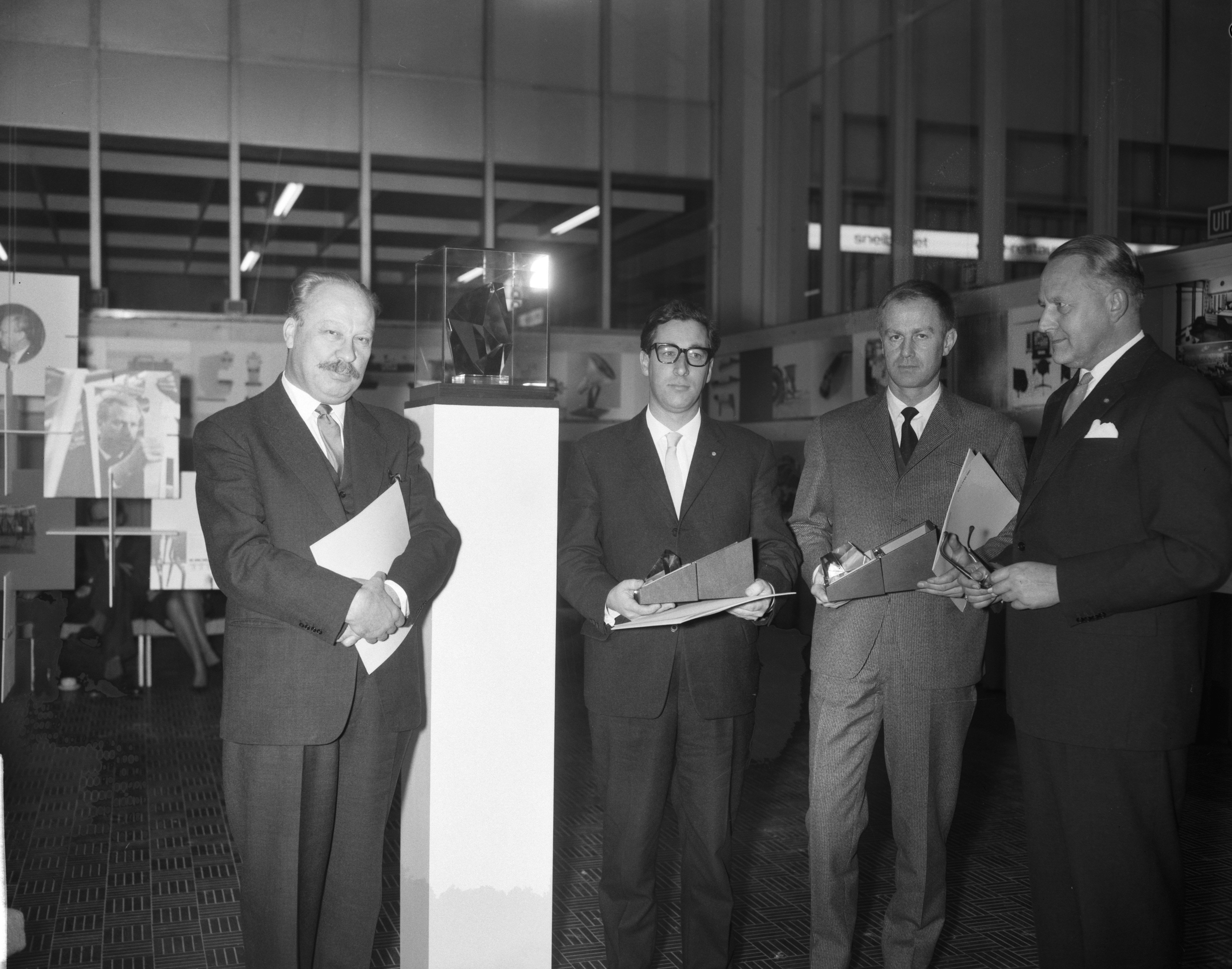
NV De Cirkel krijgt BKI-prijs (1961).
V.l.n.r.: directeur Jan Schröfer, ontwerpers Wim Rietveld en Friso Kramer en de voorzitter van de jury, jhr. W. van Andringa de Kempenaer

De Cirkel was een bedrijf dat vanaf 1951 te Zwanenburg in de Nederlandse provincie Noord-Holland was gevestigd. Het ontwierp en produceerde stalen meubelen. De fabriek werd in 1967 opgenomen in het Ahrend-concern en sloot in 2016.

## Geschiedenis

### Oprichting
De oprichter, Jan Schröfer, een zoon van Martinus Schröfer en Alida Welling, kwam uit een geslacht van meubelmakers. Hij werd centrale-verwarmingsmonteur en was als socialist lid van de Arbeiders Jeugd Centrale. Daar kwam hij in contact met de denkbeelden van Bauhaus. Ook de denkbeelden van De Stijl en de Woodbrookers spraken hem aan. Met zijn broer Willem Schröfer, Henk Kunst en Sjoerd Schwitters richtte hij in 1932 de Belangengroep Vier (BG4) op die zich met bouwtechniek, reclame, foto en film bezighield. Hiervoor ontwierp Jan Schröfer stalen meubelen, waaronder de Zitnorm A Stoel, een ergonomische kantoorstoel. In 1934 werd de groep opgeheven, maar Henk Kunst bracht Schröfer in contact met de handelsfirma Ahrend die zijn producten op de markt wilde brengen. Schröfer richtte in 1934 'NV De Cirkel' te Amsterdam op en zette de productie van meubelen voort onder deze naam. In 1938 waren er 60 mensen in dienst.
Pas in 1940 maakte het bedrijf voor het eerst winst. In 1941 nam Ahrend een meerderheidsbelang in De Cirkel. Schröfer zette zich met idealisme in voor zijn bedrijf, terwijl Jacobus Ahrend vooral een zakenman was. Het assortiment bestond uit stoelen, taboeretten, tafels, confectierekken, tekentafels en bureaus. In 1940 kwam daar ziekenhuismeubilair bij. Geleverd werd aan ook woninginrichters als Metz & Co en Vroom & Dreesmann.
Tijdens de Tweede Wereldoorlog was er van bedrijfswinst geen sprake. Vanaf 1941 werd de productie van stalen meubelen niet meer toegestaan door de Duitse bezetter. Alle staal was gereserveerd voor oorlogsdoeleinden. Door De Cirkel werden ook Duitse orders geaccepteerd, onder andere voor hospitaalbedden en onderzoekstafels. Uiteindelijk liep het personeelsbestand terug tot zeven mensen. In 1945 heeft de bezetter het machinepark ontmanteld. Schröfer was erin geslaagd om voorraden te vormen en te verbergen, zodat na de bevrijding onmiddellijk met de productie van een nieuwe stoel kon worden begonnen.
Na de bevrijding wilde Ahrend geen grote bedragen in De Cirkel steken, maar met steun van het Marshallplan kwam in 1951 een nieuwe fabriek te Zwanenburg gereed. Amerikaanse legerorders stelden het bedrijf in staat om wat vermogen op te bouwen. Er werden onder meer fauteuils, stoelen, tafels, rekken, lichtdrukapparatuur en tekentafels geproduceerd.

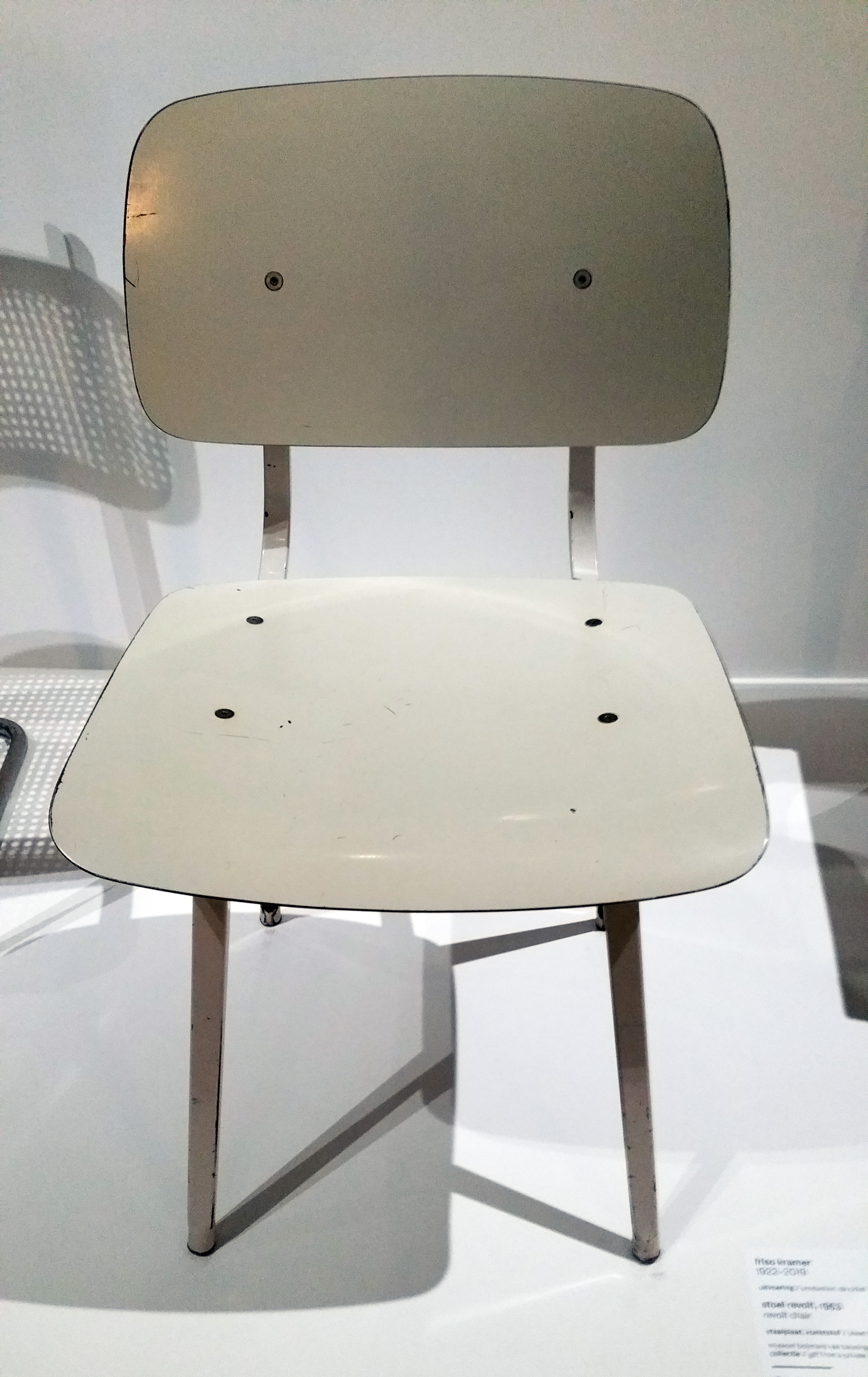
Revolt, stoel van Friso Kramer uit 1953

### Vormgeving
De Cirkel kreeg na de bevrijding vrijwel de vorm van een werkgemeenschap met zeer goede sociale voorzieningen. Schröfer wilde de idealen van Industriële vormgeving verder uitdragen, met name op het gebied van kantoorinrichting. Tot 1966 waren voor De Cirkel de vormgevers Jan Schröfer, Friso Kramer, Wim Rietveld en O.O. Kolthoff actief. Wim Rietveld had eerder voor Gispen gewerkt. Friso Kramer kwam in 1947 in dienst en in 1952 ontwierp hij de Revolt stoel. Dat was een minimalistisch ontwerp dat er goed uitzag. De stoel werd een succes en ze werd gevolgd door de Repose armstoel, de Revolt draaistoel en de Reply tekentafel. De ontwerpen van Kramer en Rietveld werden beloond met het prestigieuze Signe d'Or. In 1963 kwam er minder geld voor productontwikkeling, en zowel Kramer als Rietveld namen afscheid van De Cirkel, om er in 1970 weer terug te keren.
In 1967 werd de meubelproducent, net als collega Oda, na jarenlange onderhandelingen, opgenomen in het Ahrend concern. Kramer bleef actief in het ontwerpteam vernieuwde vanaf 1973 het assortiment De Cirkel. Samen met Henk Verkerke werd een ergonomische AKD-stoel ontwikkeld, de afkorting staat voor Ahrend Kramer Design. In 1982 moest Friso Kramer plaatsmaken voor jongere ontwerpers.

### Sluiting
De Cirkel werd na 1967 'Ahrend Produktiebedrijf Zwanenburg BV'. Er werden vooral stoelen vervaardigd. In 2016 sloot de fabriek, 134 werknemers verloren daardoor hun baan.